# Semperdon
Semperdon é um género de gastrópode  da família Charopidae.
Este género contém as seguintes espécies:
- Semperdon heptaptychius
- Semperdon kororensis
- Semperdon rotanus
- Semperdon uncatus
- Semperdon xyleborus